# Kʼawiil

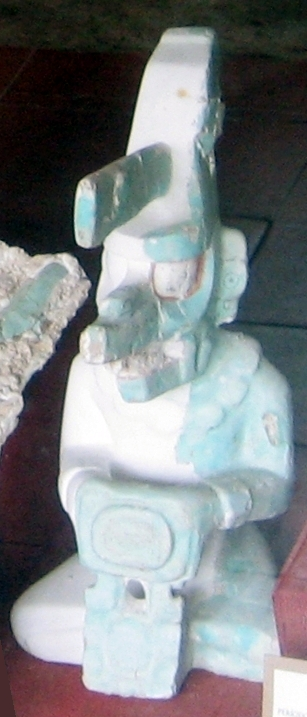
Effigie de Kʼawiil moulée à Tikal

Kʼawiil, dans les codex post-classiques correspondant au Dieu K, est un dieu maya identifiée au pouvoir, à la création et à la foudre. Il se caractérise par une tête zoomorphe, avec de grands yeux, un long museau retroussé et un pied de serpent atténué.
En tant que dieu créateur, K'awiil ses attributs sont généralement une torche, une pierre celtique ou un cigare sortant de son front qui symbolise l'étincelle de vie. L'une de ses jambes ne se termine pas par un pied, mais par un serpent à la gueule ouverte, d'où peut surgir un autre être. En tant que foudre et puissance personnifiées, K'awiil figure souvent sur les haches des dieux de la pluie ou les sceptres des dirigeants mayas.

## Noms
Il est utile de se baser sur la correspondance entre la description des rituels du Nouvel An par Diego de Landa et la représentation de ces rituels dans le Codex de Dresde. On peut alors déduire qu'au Yucatán du XVIe siècle, Kʼawiil était appelé Bolon Dzacab « innombrables générations maternelles » ( bolon « neuf, innombrables »), probablement une métaphore de la fertilité ainsi que du pouvoir de création. Le nom du dieu K à l'époque classique était peut-être le même, ou similaire, puisque le chiffre « neuf » apparaît à plusieurs reprises dans le logogramme de la divinité.
Cependant, sur la base de considérations épigraphiques, le dieu maya classique K est désormais le plus souvent appelé Kʼawiil. Hiéroglyphiquement, la tête du dieu K peut remplacer la syllabe kʼa dans kʼawiil, un mot signifiant peut-être « puissant », et attesté comme titre de divinité générique dans les documents yucatèques. Cette substitution a donné naissance à l'idée que, inversement, le titre kʼawiil dans son ensemble devrait être considéré comme un nom se référant spécifiquement à Dieu K.

## Récits et scènes
La foudre joue un rôle crucial dans les récits traitant de la création du monde et de sa préparation à l’avènement de l’humanité. Dans la cosmogonie du Popol Vuh, trois divinités de la Foudre identifiées au « Cœur du Ciel » (parmi lesquelles Huraqan « Une-Jambe ») créent la terre à partir de la mer primordiale et la peuplent d'animaux. Bolon Dzacab joue un rôle important, bien que peu clair, dans le mythe cosmogonique relaté dans le Livre de Chilam Balam de Chumayel, où il est identifié à des graines enveloppées. Utilisant la foudre, les dieux de la pluie ont un jour ouvert une montagne sacrée, mettant les graines de maïs qu'elle contenait à la disposition de l'humanité.

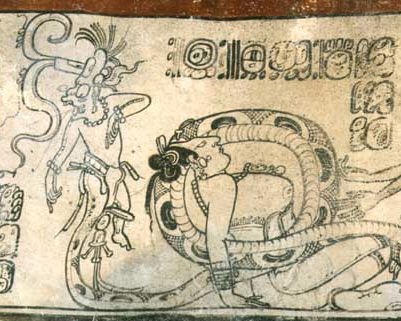
Femme enlacée par la jambe du serpent de Kʼawiil

## Fonctions
Le cycle illustré de k'atun du Codex de Paris suggère que la présentation de la tête de Kʼawiil – contenant peut-être la promesse d'« innombrables générations » – faisait partie de l'inauguration rituelle du roi et de son accession au trône. En tant que foudre, le k'awiil était également une puissance brute et fondamentale pour la création ainsi que pour la destruction. Détenir un k'awiil était un signe non seulement des capacités du roi en matière de guerre et de politique, mais aussi de son pouvoir d'apporter l'abondance agricole (en particulier en ce qui concerne les graines de maïs et de cacao). Par conséquent, k'awiil est souvent représenté avec un sac de céréales, parfois accompagné de l'expression hun yax(al) hun kʼan(al) « abondance ».

### Sceptre K'awiil
Les artistes mayas de la période classique ont représenté le sceptre K'awiil non pas comme un simple objet de pierre, mais comme un participant vivant et animé aux rituels représentés.
K'awiil pourrait simplement représenter le concept d'une effigie, car le terme kauil se traduit par « idole, faux dieu » dans les langues Poqom et Kaqchikel. Il pourrait symboliser une représentation physique générale de la divinité, semblable à la façon dont k'uhul incarne « l'essence invisible et inhérente de la divinité »,.
Le sceptre K'awiil était parfois pris par des individus extérieurs à la royauté. Sur la stèle 5 de Caracol, datant de 613 après J.-C., Knot Ajaw (en) est représenté avec une paire de figurines miniatures ou de nains à ses pieds, chacun tenant un sceptre K'awiil.
Dans sa forme la plus ancienne, K'awiil était préfixé par yax, qui signifie « pas mûr » ou « jeune ». À Yaxchilán, le sceptre K'awiil était tenu à diverses occasions et à différents moments de l'année. Yaxun Bʼalam IV (en) est le seul souverain connu à avoir dansé avec le sceptre K'awiil le jour de son accession au trône.
Le sceptre peut également être trouvé à Palenque et Copan. K'awiil était un élément central de certains systèmes politiques, tandis qu'il était pratiquement négligé dans d'autres. Le fondateur dynastique de Quirigua, « Tok Casper (en) », fut le premier à recevoir le sceptre K'awiil (cham k'awiil) à Quirigua lors de son accession au trône.
Bien qu'il ne s'agisse pas en soi d'une déclaration d'accession, le sceptre K'awiil est souvent utilisé dans ce contexte. Elle devint plus tard l'expression préférée utilisée par Kʼakʼ Tiliw Chan Yopaat (en) à Quiriguá pour signifier sa propre accession au trône après avoir renversé son suzerain Uaxaclajuun Ubʼaah Kʼawiil (en) en 738,.